# Korea Rugby Union
Die Korea Rugby Union (KRU; koreanisch 대한럭비협회) ist der nationale Dachverband für Rugby Union und Siebener-Rugby in Südkorea. Der im Jahr 1946 gegründete Verband hat seinen Sitz in Seoul. Seit 1988 vertritt er Südkorea beim Weltverband World Rugby und seit 1968 beim Kontinentalverband Asia Rugby.

## Aufgabe
Die Korea Rugby Union stellt die Südkorea vertretenden Nationalmannschaften, einschließlich der für die Männer, Frauen und Jugend, zusammen. Daneben organisiert der Verband das Kinder- und Jugend-Rugby in Südkorea. Kinder und Jugendliche werden bereits in der Schule an den Rugbysport herangeführt und je nach Interesse und Talent beginnt dann die Ausbildung. Wie andere Rugbynationen verfügt Südkorea über eine U-20-Nationalmannschaft, die an den entsprechenden Weltmeisterschaften teilnimmt. Ebenso ist die Korea Rugby Union verantwortlich für die südkoreanische Siebener-Rugby-Nationalmannschaft und da Siebener-Rugby eine olympische Sportart ist, arbeitet sie hier mit dem Koreanischen Olympischen Komitee zusammen.
Der Verband organisiert auch den nationalen Spielbetrieb. Die höchste Rugby-Union-Liga in Südkorea ist die 2003 gegründete Korea Super Rugby League mit vier Mannschaften. Ein Großteil der für die Nationalmannschaft antretenden Spieler speist sich aus dieser Liga, weitere Spieler sind vor allem in Japan tätig.
Die Korea Rugby Union richtet auch regelmäßig internationale Turniere aus. So werden die Korean Sevens jährlich im Namdong-Rugby-Stadion in Incheon ausgetragen.

## Geschichte
Die Korea Rugby Union wurde 1946 gegründet und 1988 Vollmitglied des International Rugby Football Board (IRFB; heute World Rugby). Die KRU ist außerdem Gründungsmitglied der seit 1968 bestehenden Asian Rugby Football Union (ARFU; heute Asia Rugby).

## Logo
Das Logo der Korea Rugby Union zeigt einen stilisierten Straucheibisch (Hibiscus syriacus, auch „Rose von Scharon“ genannt) in Rosa mit dem Schriftzug Korea Rugby in Englisch. Der Spitzname der Nationalmannschaft lautet dementsprechend Mugunghwas (Hangul: 무궁화, Hanja: 無窮花), übersetzbar mit „die unvergängliche Blume“.